# Partie polityczne Andory
| Nazwa polska                      | Nazwa                    | Skrót | Ideologia polityczna |
| --------------------------------- | ------------------------ | ----- | -------------------- |
| Liberalna Partia Andory           | Partit Liberal d'Andorra | PLA   | liberalizm           |
| Socjaldemokratyczna Partia Andory | Partit Socialdemòcrata   | PS    | socjaldemokracja     |
| Andorańscy Centrodemokraci        | Centre Demòcrata Andorrà | CD    | centryzm             |
| Demokratyczne Odnowienie Andory   | Renovació Democràtica    | —     | socjalliberalizm     |
| Partia Zielonych                  | Partit Verds d'Andorra   | —     | zielona polityka     |